# Copa Sevilla 2021 - Doppio
Gerard Granollers Pujol e Pedro Martínez erano i detentori del titolo ma solo Martínez ha scelto di partecipare in coppia con Daniel Gimeno Traver.
David Vega Hernández e Mark Vervoort hanno sconfitto in finale Javier Barranco Cosano e Sergio Martos Gornés con il punteggio di 6–3, 6(7)–7, [10–7].

## Teste di serie
1. Sadio Doumbia /  Fabien Reboul (semifinale)
2. David Vega Hernández /  Mark Vervoort (campioni)

1. Michael Geerts /  Julian Lenz (semifinale, ritirati)
2. Javier Barranco Cosano /  Sergio Martos Gornés (finale)

## Wildcard
1. Jack Vance /  Tennyson Whiting (primo turno)

1. Alberto Barroso Campos /  Pablo Llamas Ruiz (quarti di finale)

## Tabellone

### Legenda
| - Q = Qualificato - WC = Wild card - LL = Lucky loser | - ALT = Alternate - SE = Special Exempt - PR = Protected Ranking | - w/o = Walkover - r = Ritirato - d = Squalificato |

|  | Primo turno | Primo turno                          | Primo turno                          | Primo turno                          | Primo turno        |  |  | Quarti di finale | Quarti di finale                  | Quarti di finale                  | Quarti di finale                  | Quarti di finale            |                             |      | Semifinali | Semifinali                                  | Semifinali      | Semifinali                         | Semifinali |    |      | Finale | Finale | Finale | Finale | Finale |  |
|  |             |                                      |                                      |                                      |                    |  |  |                  |                                   |                                   |                                   |                             |                             |      |            |                                             |                 |                                    |            |    |      |        |        |        |        |        |  |
|  | 1           | S Doumbia F Reboul                   | S Doumbia F Reboul                   | S Doumbia F Reboul                   | S Doumbia F Reboul |  |  |                  |                                   |                                   |                                   |                             |                             |      |            |                                             |                 |                                    |            |    |      |        |        |        |        |        |  |
|  |             | Bye                                  | Bye                                  | Bye                                  | Bye                |  |  | 1                | S Doumbia F Reboul                | S Doumbia F Reboul                | 7                                 | 6                           |                             |      |            |                                             |                 |                                    |            |    |      |        |        |        |        |        |  |
|  |             | A Merino C Ugo Carabelli             | 6                                    | 3                                    | [6]                |  |  |                  | C Sánchez Jover JF Vidal Azorín   | C Sánchez Jover JF Vidal Azorín   | 5                                 | 3                           |                             |      |            |                                             |                 |                                    |            |    |      |        |        |        |        |        |  |
|  |             | C Sánchez Jover JF Vidal Azorín      | 3                                    | 6                                    | [10]               |  |  |                  |                                   |                                   |                                   |                             |                             |      | 1          | S Doumbia F Reboul                          | 7               | 3                                  | [8]        |    |      |        |        |        |        |        |  |
|  | 4           | J Barranco Cosano S Martos Gornés    | J Barranco Cosano S Martos Gornés    | 7                                    | 6                  |  |  |                  |                                   | 4                                 | J Barranco Cosano S Martos Gornés | 62                          | 6                           | [10] |            |                                             |                 |                                    |            |    |      |        |        |        |        |        |  |
|  | WC          | J Vance T Whiting                    | J Vance T Whiting                    | 5                                    | 2                  |  |  | 4                | J Barranco Cosano S Martos Gornés | J Barranco Cosano S Martos Gornés | J Barranco Cosano S Martos Gornés | w/o                         |                             |      |            |                                             |                 |                                    |            |    |      |        |        |        |        |        |  |
|  |             | N Álvarez Varona N Sánchez Izquierdo | N Álvarez Varona N Sánchez Izquierdo | N Álvarez Varona N Sánchez Izquierdo |                    |  |  |                  | T Gabašvili GM Moroni             | T Gabašvili GM Moroni             | T Gabašvili GM Moroni             |                             |                             |      |            |                                             |                 |                                    |            |    |      |        |        |        |        |        |  |
|  |             | T Gabašvili GM Moroni                | T Gabašvili GM Moroni                | T Gabašvili GM Moroni                | w/o                |  |  |                  |                                   |                                   |                                   |                             |                             |      | 4          | Javier Barranco Cosano Sergio Martos Gornés | 3               | 7                                  | [7]        |    |      |        |        |        |        |        |  |
|  | WC          | A Barroso Campos P Llamas Ruiz       | A Barroso Campos P Llamas Ruiz       | 6                                    | 6                  |  |  |                  |                                   |                                   |                                   |                             |                             |      |            |                                             | 2               | David Vega Hernández Mark Vervoort | 6          | 67 | [10] |        |        |        |        |        |  |
|  |             | A Motti J Ocleppo                    | A Motti J Ocleppo                    | 4                                    | 4                  |  |  | WC               | A Barroso Campos P Llamas Ruiz    | A Barroso Campos P Llamas Ruiz    | 5                                 | 63                          |                             |      |            |                                             |                 |                                    |            |    |      |        |        |        |        |        |  |
|  |             | C Taberner B Zapata Miralles         | 6                                    | 65                                   | [6]                |  |  | 3                | M Geerts J Lenz                   | M Geerts J Lenz                   | 7                                 | 7                           |                             |      |            |                                             |                 |                                    |            |    |      |        |        |        |        |        |  |
|  | 3           | M Geerts J Lenz                      | 4                                    | 7                                    | [10]               |  |  |                  |                                   |                                   |                                   |                             |                             |      | 3          | M Geerts J Lenz                             | M Geerts J Lenz | M Geerts J Lenz                    |            |    |      |        |        |        |        |        |  |
|  |             | D Gimeno Traver P Martínez           | 5                                    | 6                                    | [10]               |  |  |                  |                                   | 2                                 | D Vega Hernández M Vervoort       | D Vega Hernández M Vervoort | D Vega Hernández M Vervoort | w/o  |            |                                             |                 |                                    |            |    |      |        |        |        |        |        |  |
|  |             | R Brancaccio E Esteve Lobato         | 7                                    | 4                                    | [8]                |  |  |                  | D Gimeno Traver P Martínez        | D Gimeno Traver P Martínez        | D Gimeno Traver P Martínez        |                             |                             |      |            |                                             |                 |                                    |            |    |      |        |        |        |        |        |  |
|  |             | L Giustino G Oliveira                | L Giustino G Oliveira                | L Giustino G Oliveira                |                    |  |  | 2                | D Vega Hernández M Vervoort       | D Vega Hernández M Vervoort       | D Vega Hernández M Vervoort       | w/o                         |                             |      |            |                                             |                 |                                    |            |    |      |        |        |        |        |        |  |
|  | 2           | D Vega Hernández M Vervoort          | D Vega Hernández M Vervoort          | D Vega Hernández M Vervoort          | w/o                |  |  |                  |                                   |                                   |                                   |                             |                             |      |            |                                             |                 |                                    |            |    |      |        |        |        |        |        |  |